# Remo Sansonetti
Remo Sansonetti (* 24. Januar 1946 in Raiano, Provinz L’Aquila, Italien) ist ein ehemaliger italienisch-australischer Radrennfahrer.
1960 wanderte die Familie von Remo Sansonetti mit ihm und seinen vier Brüdern aus Italien nach Australien aus. Dort begannen Remo und sein Zwillingsbruder Salvatore (Sal) Sansonetti mit dem Leistungsradsport.
1970 ging Remo Sansonetti mit seinem Bruder Sal zurück nach Italien. In Mailand gewannen sie das Sechstagerennen der Amateure, nachdem sie zuvor schon das von Melbourne gewonnen hatten. Remo qualifizierte sich für das italienische Nationalteam zur Teilnahme an den Straßen-Weltmeisterschaften.
Später kehrten die Brüder nach Australien zurück. 1974 errang Remo Sansonetti die Bronzemedaille im Straßenrennen bei den British Commonwealth Games im neuseeländischen Christchurch. 1974, 1975 und 1976 gewann er die Tasmanien-Rundfahrt; 1975 nahmen alle fünf Sansonetti-Brüder an dieser Rundfahrt teil. 1973, 1975 und 1976 wurde Remo Sansonetti, der viele Jahre Kapitän des nationalen Straßen-Teams war, australischer Meister im Straßenrennen der Amateure.
Dreimal startete Sansonetti für Australien bei Olympischen Sommerspielen, 1972 in München, 1976 in Montreal und 1980 in Moskau. Er fuhr in verschiedenen Disziplinen auf Straße und Bahn, allerdings ohne Medaillenerfolg. 1982 gewann er in Brisbane bei den Commonwealth Games die Silbermedaille im Mannschaftszeitfahren, mit Ricky Flood, John Waters und Michael Lynch. Anschließend beendete er seine Radsport-Karriere.
Remo Sansonetti lebt in Melbourne, wo er mit seinem Bruder Arch ein Ingenieurbüro betreibt. Sonntags morgens trifft er sich mit seinen Brüdern und Freunden zu einer Trainingsausfahrt, „Sansonetti Express“ genannt, zu der Fahrer selbst aus anderen australischen Bundesstaaten extra anreisen.